# چوپور
چوپور (به انگلیسی: Sheopur) یک منطقهٔ مسکونی در هند است که در بخش چوپور واقع شده‌است. چوپور ۱۰۵٬۰۲۶ نفر جمعیت دارد و ۲۲۹ متر بالاتر از سطح دریا واقع شده‌است.